# サマーヒル・スクール
サマーヒル・スクール (Summerhill School) は、1921年ドイツのドレスデン近郊のヘルナウでA・S・ニールにより創立された学校である。翌年、学校はイギリスに移された。現在では、イングランドのサフォーク州のレイストンに居を移し寄宿学校、及び全日制の学校として初等中等教育を民主的なスタイルで提供している。最も古いフリースクールと言われ、世界各地のフリースクールの設立のモデルとなっている。現在の運営者は、ニールの娘、ゾーイ・レッドヘッドである。

## 沿革・教育内容
サマーヒル・スクールは、「子どもたちは強制よりも自由を与えることで最もよく学ぶ」という哲学により、大きな影響を世界の進歩主義の教育に影響を与えた学校として知られている。すべての授業が選択で、生徒たちは自分たちの時間で何をするのも本人の自由に任されている。ニールは、「子どもの役目は彼自身の人生を生きることであり、心配性な親が、彼はこんなふうに生きるべきと考えた人生を生きることでもなければ、自分が一番よくものを知っていると思い込んでいる教育者の目的にかなった人生を生きることでもない」という信念のもとにこの学校を創設した。ここから、「世界で一番自由な学校」と呼ばれたり、反権威主義教育の代表とも言われたりする。禁じられているのは、寮での男女の同棲、喫煙である。
生徒は自分の時間を有意義に計画的に使うことに加えて、少なくとも学校の自治のための集会に参加することが出来る。全校集会は、週に数回開催され、日々の生活についてのさまざまな決定事項や学校の規則を議論したり、新しい決まりを作ったりする議論に教員同様の一票の投票権をもって参加する。
サマーヒルを運営している原則は、民主主義と社会的平等という大原則である。こうした教育姿勢から、サマーヒルの教育レベルは低いとか、ここの生徒は充分な教育を受けていないなどの批判が学校の創設から絶えなかった。しかし、ニール存命の頃の卒業生は、大学にも進学し、大学教師、数学の教師など知的専門職に就いた卒業生も少なくない。また小規模の商店など自営業、自由業や、農業従事者になった子もいる。ただ、公務員、会社員など組織の中に入って歯車のような仕事に就いたものは多くない。これは、外部からの批判に答える形でニール自身がその著書の中に書いている。
サマーヒルと英国政府・教育省は、教育方針を巡って、これまでに多くの対立を繰り返し、過去には教育省の最も要注意対象の学校とみなされていた事が明らかになった。1990年代には9回も査察を受けている。1999年3月には、OFSTED（The "OFfice for STandards in EDucation"、教育基準監督局）からの査察のあと、ブランケット教育雇用大臣（当時）が、学校が必修科目とすべき教科を選択科目にとどめ生徒の自由裁量に委ねているのは規則に反していると非難した。
これらの指摘に対して学校側は、教育方針上の譲れない根幹であるとして対立。教育省が閉校もあり得るとした改善命令を出したことに対して、サマーヒルは法廷で争う道を選択し、2000年3月、この事件は珍しい教育裁判として耳目を集めた。4日間に及ぶ聴聞会の後、政府側に足並みの乱れが生じ、調停案が合意されるに到った。聴聞会を傍聴した生徒たちは、その調停案を受け入れるかどうかの学校集会での議論に参加し、全会一致でそれを承認した。
サマーヒルは現在、Independent Schools Association に加盟。査察は以前対立した OFSTED ではなく、Independent Schools Inspectorate が行っている。
サマーヒルについては日本でも多くの書籍が出版され、またテレビでも紹介されている。2008年CBBC放映の『サマーヒル』で、同校の日常生活や1999年の裁判がドラマ化されたほか、各国のメディアで教育方針など様々な角度から取り上げられている。